# Het raadsel van de Schimmenburcht
 Het raadsel van de Schimmenburcht  is een verhaal uit de Belgische stripreeks Piet Pienter en Bert Bibber van Pom.
Het verhaal verscheen voor het eerst in Gazet Van Antwerpen van 7 januari 1956 tot 11 mei 1956 en als nummer 3 in de reeks bij De Vlijt.

## Personages
- Piet Pienter
- Bert Bibber
- Theo Flitser
- Mijnheer Loebas
- Man-met-de-aktentas
- Twee kwibussen

## Synopsis
Verslaggever Theo Flitser moet een reportage maken over de Schimmenburcht. Hierbij komt hij een valsmuntersbende op het spoor. Piet Pienter en Bert Bibber zullen de bende proberen te ontmaskeren.

## Verwijzingen
In elk album verwijst Pom naar zaken uit de realiteit (soms lichtjes aangepast), waarvan hier een lijst volgt voor dit album.

### Personen
- Italiaans actrice Gina Lollobrigida
- Nederlands zanger Kees Pruis
- Nederlands zanger Lou Bandy
- Amerikaans zanger Johnnie Ray
- Brits acteur Boris Karloff

### Overige
- Het Ministerie van Lood en Centen verwijst naar het Ministerie van Financiën.
- De opera De bult onder de kleerkast hint naar De klokkenluider van de Notre Dame, de opera De Stommerik van Port'ici daarentegen naar De Stomme van Portici.
- De roman Frankenstein komt voor in het verhaal.
- In de cinema speelt de film Texas Kid, een verwijzing naar The Kid from Texas.
- De locatie Zandheide is gebaseerd op Zandhoven.
- Op de trein is de geboortedatum van Poms dochter Rose-Marie te zien.

## Albumversies
Het raadsel van de Schimmenburcht verscheen in 1956 als album 3 bij uitgeverij De Vlijt. In 1996 gaf uitgeverij De Standaard het album opnieuw uit. En in 2014 gaf uitgeverij 't Mannekesblad het album opnieuw uit met een nieuwe cover.